# La Chapelle-du-Bard
 La Chapelle-du-Bard  es una localidad y comuna de Francia, en la región de Ródano-Alpes, departamento de Isère, en el distrito de Grenoble y cantón de Allevard.
Su población en el censo de 1999 era de 426 habitantes. Forma parte de la aglomeración urbana de Allevard.
No está integrada en ninguna Communauté de communes.

## Geografía
Comuna rural de montaña.
Chapelle-du-Bard está situado a 38 km de Chambéry 

### Lugares
Beauvoir, La Gorge, Le Buisson, Le Grand Pré, Le Mollard, Le Pont de Bens, Montgaren

## Demografía
| 378 | 351 | 314 | 295 | 346 | 426 |
| Para los censos de 1962 a 1999 la población legal corresponde a la población sin duplicidades (Fuente: INSEE [Consultar]) |     |     |     |     |     |

## Patrimonio civil
- Pierre tombante
- Puente del Diablo 
  - Este puente, que domina el Bens (Afluente del Bréda) de 66 metros de altura, presente la particularidad de ser un enlace de entrada al antiguo ducado de Saboya (Reino de Piamonte-Cerdeña) y Francia (departamento del Isère). Un límite de granito, colocado sobre el delantal del puente, en medio, presenta lado Saboya, una versión grabada (y simbolizada) por la Cruz de Saboya, y al lado el Isère, la versión grabada (y simbolizada) por una flor de lis. Desde luego, la leyenda cuenta que ha sido construido en una noche por el diablo contra el intercambio de la primera alma que pasaría sobre este puente.